# نوشیدن

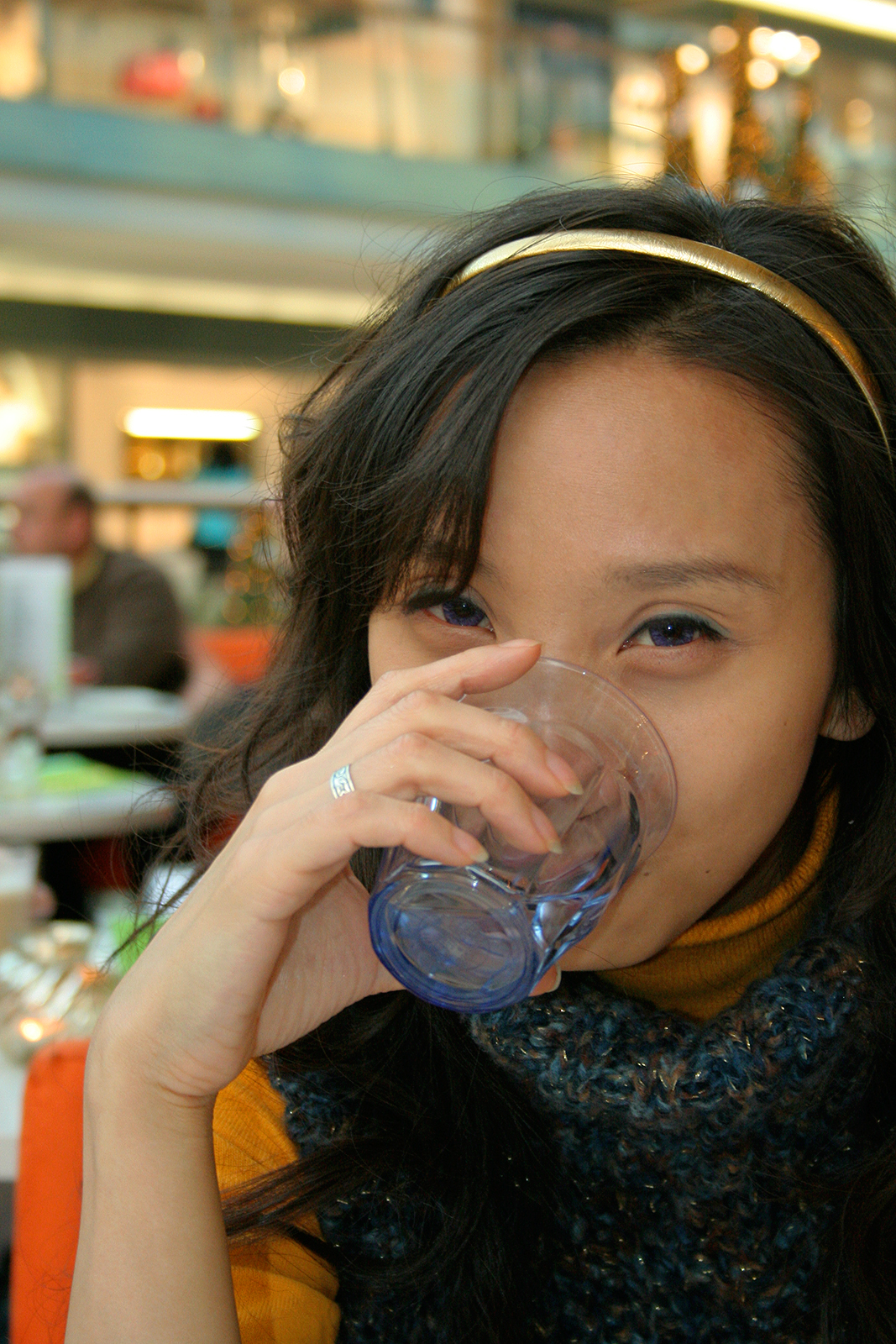
دختری در حال نوشیدن آب

نوشیدن یا آشامیدن یا گُساردَن، عمل مصرف آب یا یک نوشیدنی از طریق دهان است. آب برای بسیاری از فرایندهای فیزیولوژیکی زندگی مورد نیاز است. به ابزار نوشیدن، نوش‌افزار می‌گویند.
هم مصرف مفرط و هم ناکافی آب با مشکلات سلامتی ارتباط دارد. مصرف روزانه ۳ تا ۶ لیتر آب برای کارکرد طبیعی بدن لازم است. پرنوشی عبارتی پزشکی است که به میل به مصرف آب فراوان اشاره دارد و می‌تواند نشانه‌ای از بیماری‌های گوناگون باشد. بیش‌تر بیماری‌های جهان از کمبود آب سالم ناشی می‌شوند. کمبود آب در برنامه غذایی می‌تواند به علت بالابودن سدیم خون و آبزدایی سرانجام باعث مرگ شود، به‌خصوص وقتی که عرق‌کردن باعث از دست رفتن آب بدن می‌شود.
یک کلیه سالم در حال استراحت می‌تواند ۸۰۰ تا ۱۰۰۰ میلی لیتر آب در هر ساعت دفع کند. در نتیجه فرد می‌تواند آب را با نرخ ۸۰۰ تا ۱۰۰۰ میلی لیتر در هرساعت بنوشند؛ با این حال، اگر همین شخص در حال اجرای دوی ماراتون باشد، به دلیل استرس، میزان دفع کلیوی تا ۱۰۰ میلی لیتر در ساعت کاهش می‌یابد. در این صورت اگر دونده ماراتن ۸۰۰ تا ۱۰۰۰ میلی‌لیتر در ساعت آب بنوشد حتی با وجود ریزش فراوان عرق، کلیه‌اش قادر نیست آن آب را به موقع دفع کند.

## نگارخانه

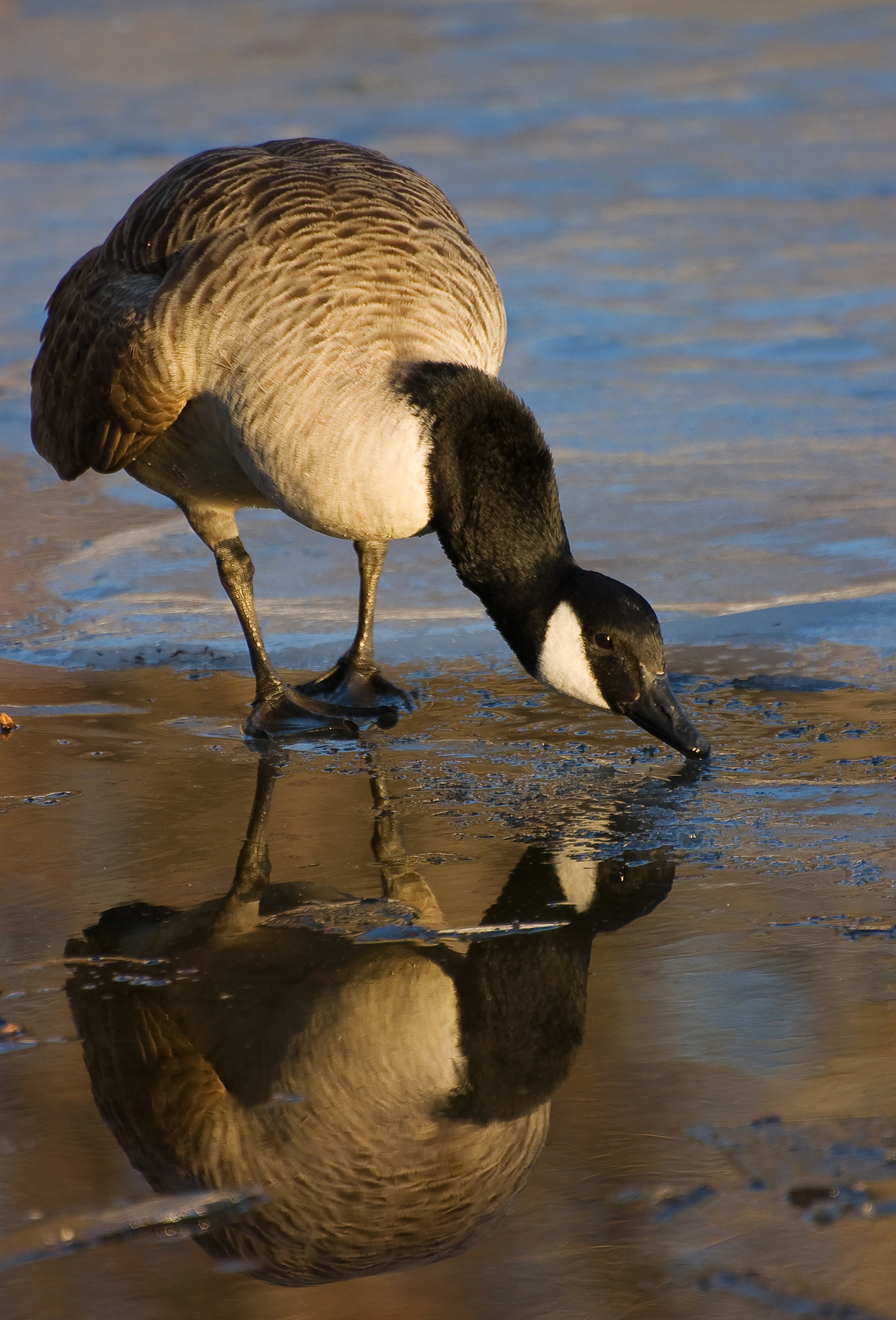
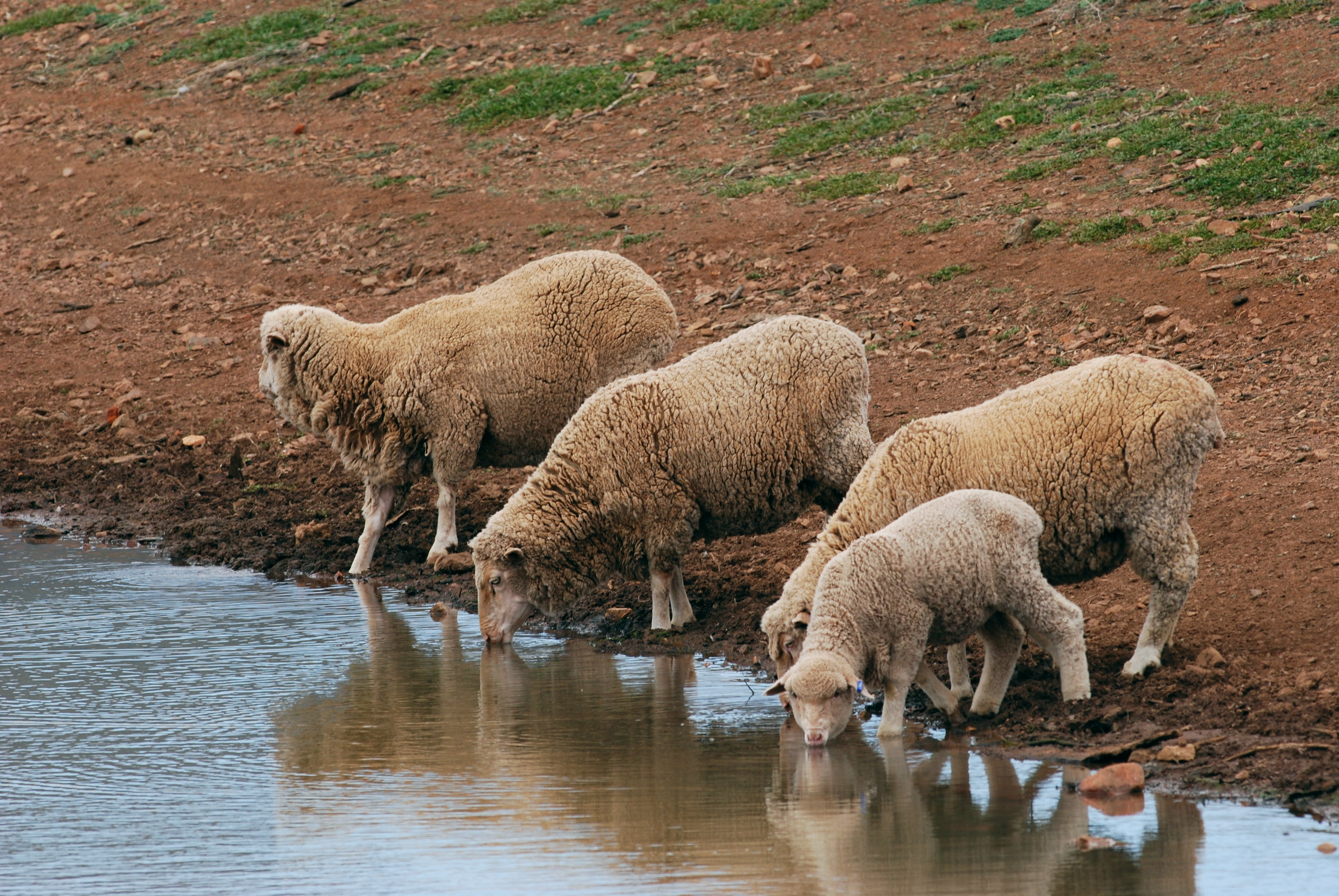
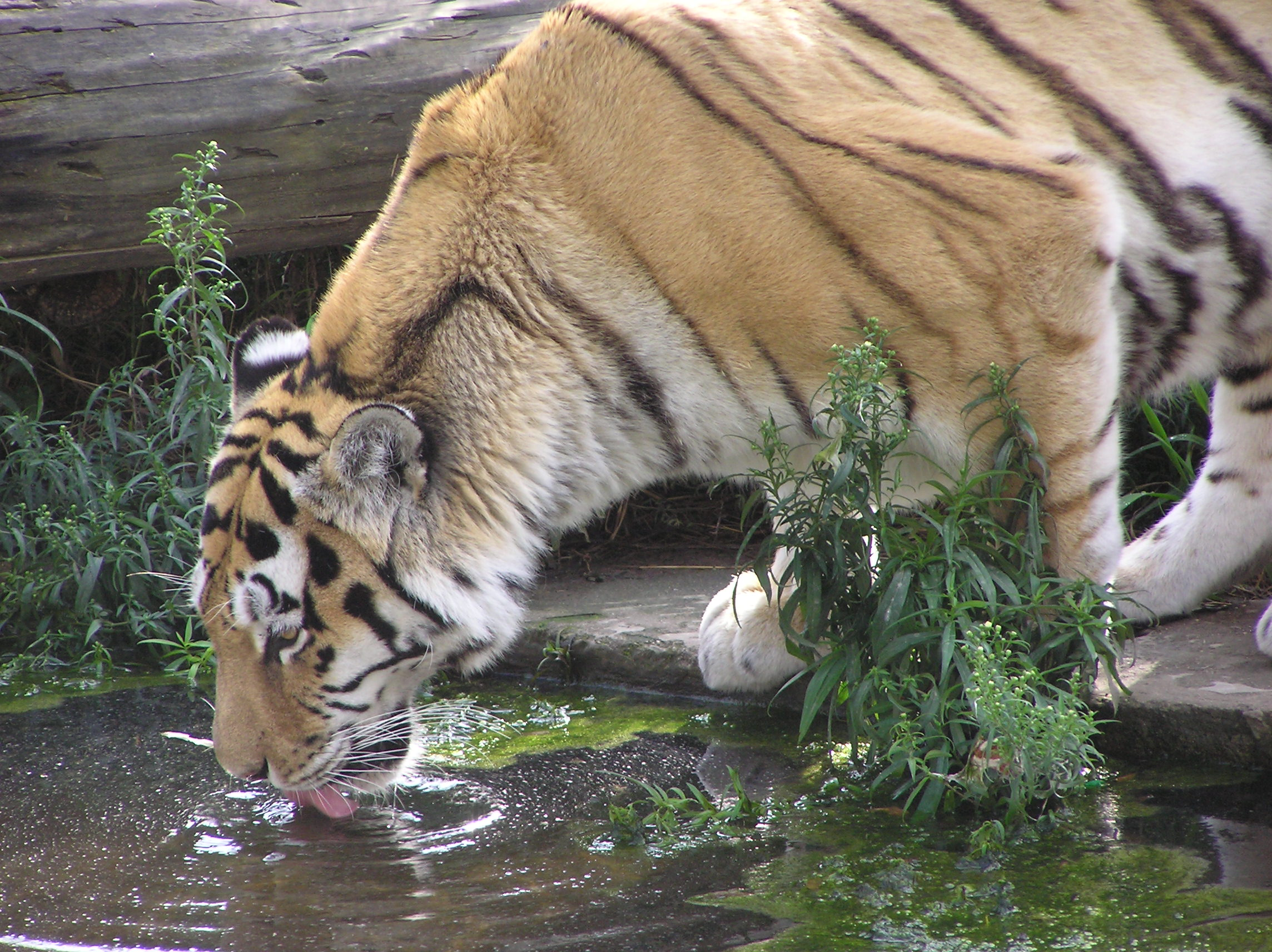
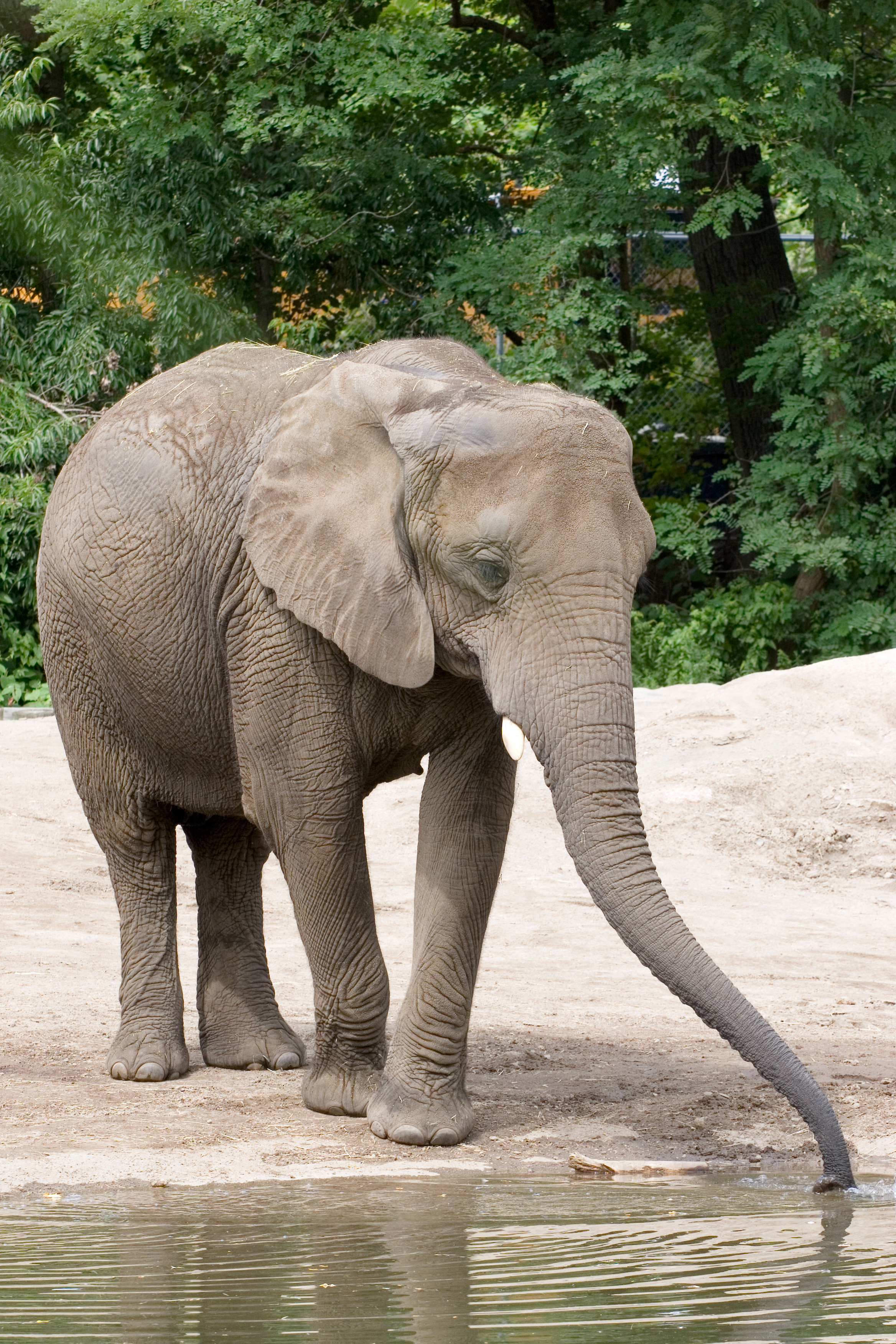
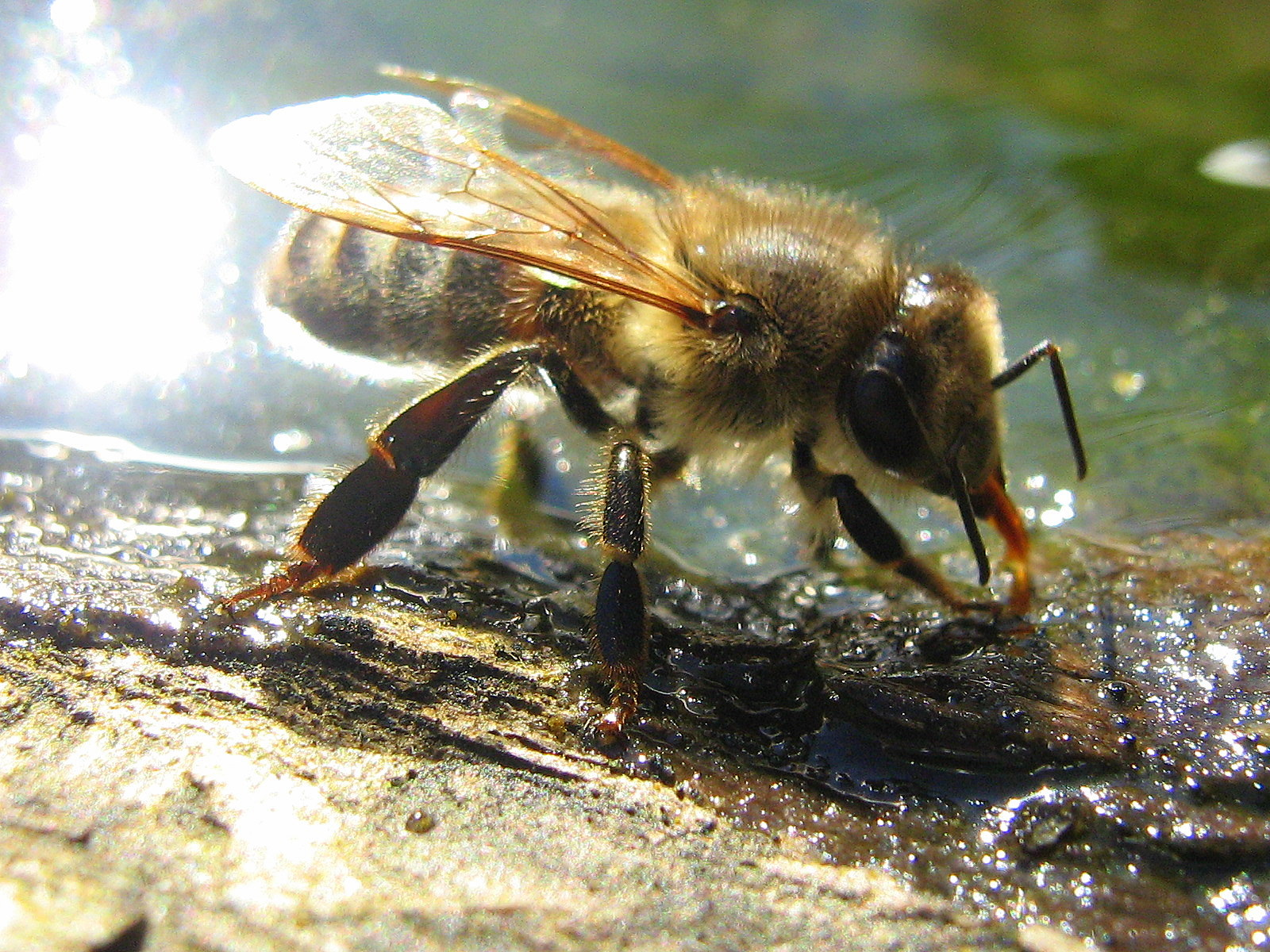